# Per Ivar Lindekrantz
Per Ivar Lindekrantz, född 24 september 1968 i Borgholm, är en svensk konstnär. 
Per Ivar Lindekrantz är son till konstnärerna Per Lindekrantz och Margareta Linton. Han gick Konsthögskolan i Umeå och Konsthögskolan i Stockholm 1992–1997 och har periodvis arbetat som bildlärare på Handarbetets vänner samt på den konstnärliga utbildningen i Ölands Skogsby. 
Han har haft separatutställningar på Kalmar konstmuseum, på Olle Nymans ateljéer Saltsjö-Duvnäs och är representerad på Kalmar konstmuseum.
Han medverkade 2011 i JCDecaux landsomfattande projekt Reklampaus.